# Broman (adliga ätter)
Tre sedan länge utslocknade adelsätter med namnet Broman har introducerats på svenska riddarhuset. De är
- Adliga ätten nummer 587 Broman,som adlades 1653, introducerades 1655 och utslockande 1669 med den först adlades död.
- Adiga ätten nummer 1166 Broman, som adlades och introducerades 1689 och utslocknade 1800. Från denna ätt utgrenades
- Friherrliga ätten nummer 222 Broman. Den tillkom  1747, introducerades 1753 och utslocknade 1763 med en son till den första ättemedlemmen.

Det är således bara den andra ätten, som äger bestånd i mer än en generation.

## Den första ätten, nummer 587
De första ätten härstammar från kyrkoherden i Bälinge socken i Södermanland och Örebro samt prosten Petrus Matthiae Helsingius, som av namnet att döma var bördig från Hälsingland. Hans hustru var Elisabeth Tidemanni, vars far var dekanus Tidemannus Laurentii Gevaliensis och mor Margareta som i sin tur var dotter till prosten Reinhold Ragvaldi i Strängnäs, som även var föräldrar till Laurentius Olai Wallius första hustru, stammoder till ätten Wallenstedt. Av deras barn blev dottern Anna stammoder till ätterna Grubbensköld, Nordenfelt, Heerdhielm, af Tibell och Leijonflycht, och sonen Lars upptog namnet Broman.
Denne Lars Broman var president i Byggningskollegium i Göteborg, när han år 1653 adlades med bibehållet namn. Ätten introducerades på nummer 587 året därefter. Han blev sedermera häradshövding, burggreve och kanonicus i Lund. Hans hustru var Maria Norenia som han sammanvigdes med kungligt tillstånd. Hennes far, Erlandus Gudmundi, är också stamfader för ätterna Nordenfalk och Löwenhielm och en av förfäderna till Caméen, och modern hette Anna Kax. Maria Norenia hade tidigare varit gift med kyrkoherden i Stora Kil, Sveno Christophori Brunius. Hennes äktenskap med Lars Broman var barnlöst, men hon hade  barn i sitt tidigare äktenskap. När Lars Broman avled 1667 slöt han sin adliga ätt.

## Den andra ätten, nummer 1166
Den förut nämnde Sveno Christophori Brunius var sonsonson till en Lars Svensson som antingen var skattebonde i Stora Kil eller handlande i Bogesund. Sonen Sveno Laurentii blev präst under den katolska tiden, men antog sedan den lutherska läran och införde reformationen i Stora Kil. Hans son Christophorus var gift tre gånger. Första hustrun var Elisabeth Arvidsdotter och den andra Christina Norenia, syster till den ovan nämnda Maria. I det första äktenskapet föddes Sveno Christophori Brunius som efter studier i Greifswald blev faderns adjunkt i Stora Kil och sedan församlingens kyrkoherde. Han var som tidigare nämnt gift med styvmoderns halvsyster, Maria Norenia.
Deras son Erlandus Svenonius var präst och antog namnet Broman efter styvfadern. Han var hovpredikant och superintendent i Karlstad samt blev teologie doktor vid jubelfesten i Uppsala 1693. Han var gift med Elisabeth Hogg, syster till Johan nobil. Hogg. Deras barn adlades för faderns förtjänster 1689 på namnet Broman, och sönerna introducerades på nummer 1 166. Döttrarna gifte sig Hasselbom, med Petrus Magni Lagerlöf, Cronberg nr 132 och Lagerbom.
Ätten fortlevde på svärdssidan med lagmannen Carl Broman och landshövdingen Erland Broman. Carl Broman till Harg och Gysinge var lagman i Ångermanland, Västerbotten, Gästrikland, Medelpad, Jämtland och Härjedeln. Hans hustru var Eva Hök, släkt med Gyllenhöök och hennes mor Anna Mackeij. Deras äldste son Carl Broman (den yngre) var landshövding i Älvsborgs län, och han var i sin tur far till Fredrik Conrad Broman som var rikshistoriograf.
Carl Broman den yngre var bror till Erland Broman den yngre, som var president i Kommerskollegium och 1747 upphöjdes till friherre samt introducerades på nummer 222.

## Släktträd (urval)
- Lars Broman (1615–1669), ämbetsman, adlad (nr 587)
  - Erlandus Svenonis Broman (1632–1693), styvson, superintendent (ofrälse)
    - Carl Broman (1666–1722), lagman, adlad (nr 1166)
      - Carl C:son Broman (1703–1784), landshövding
        - Fredrik Conrad Broman (1758-1800), historiker

      - Erland Carlsson Broman (1704–1757), ämbetsman  upphöjd till friherre (nr 222)

    - Erland Broman (lagman) (1660-talet–1744), landshövding, adlad (nr 1166)